# Samir Sabri
Pour les articles homonymes, voir Sabri.
Samir Sabri est un footballeur égyptien né le 13 janvier 1976.
Il a remporté la Coupe d'Afrique des nations 2006 avec l'équipe d'Égypte.

## Carrière
- 2004- : ENPPI Club ( Égypte)